# XXV Torneio Internacional Solverde em Hóquei em Patins
A Associação Académica de Espinho, organiza um dos torneio mais antigos de hóquei em patins de pre-época. Torneio Internacional Solverde em Hóquei em Patins Torneio com o principal pratrocinio do Casino Solverde (Espinho)
A Câmara de Espinho presta apoio na divulgação do torneio. 
A 25 edição decoreu entre os dias 05 e 06 de Setembro, com a AA Espinho a conquistar mais um Troféu.

## Meias Finais
| Setembro 05, 2014 | AA Espinho | 6 - 3 | ACR Gulpilhares | Pavilhão Arq. Jerónimo Reis |
| 20:30             |            |       |                 |                             |

| Setembro 05, 2014 | HC Liceo Coruña | 5 - 4 | AD Sanjoanense | Pavilhão Arq. Jerónimo Reis |
| 22:00             |                 |       |                |                             |

## 3º e 4º Lugar
| Setembro 06, 2014 | AD Sanjoanense | 4 - 2 | ACR Gulpilhares | Pavilhão Arq. Jerónimo Reis |
| 16:00             |                |       |                 |                             |

## Final
| Setembro 06, 2014 | HC Liceo Coruña | 7 - 8 | AA Espinho | Pavilhão Arq. Jerónimo Reis |
| 17:30             |                 | [ 3 ] |            |                             |